# Obergruppenführer
 (mars 2020).
Ne doit pas être confondu avec Oberst-Gruppenführer.

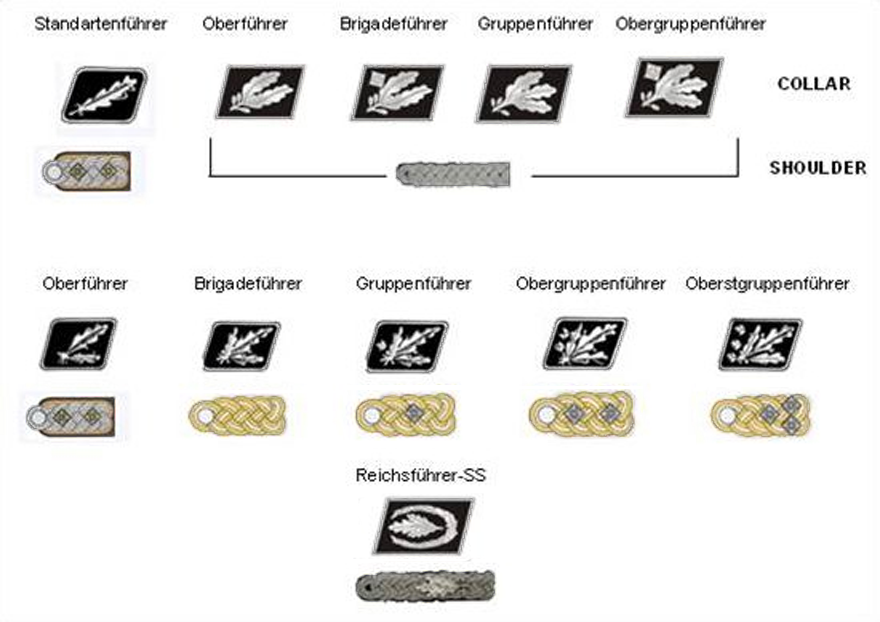
Insignes de grade (pattes de collet et pattes d’épaule) des uniformes des officiers de la SS, ayant au moins une feuille de chêne aux pattes de collet (ce sont des officiers généraux sauf pour les cas des Standartenführer et Oberführer) :
- de 1933 à avril 1942 (1re rangée, en haut) ;
- après avril 1942 (2e rangée, au milieu).
Les insignes du Reichsführer-SS (rangée du bas) sont restés inchangés de 1934 à 1945. Le grade d’Oberst-Gruppenführer n'est apparu qu'en 1942 (il ne figure donc pas dans la rangée du haut).

Obergruppenführer (abréviation Ogruf.) est un grade de général dans l’Allgemeine SS (en français : la « SS générale ») et dans la Waffen-SS, la branche militaire de la SS. Sept des dix-huit Reichsleiter, plus hauts cadres du NSDAP, détenaient ce grade, qui venait en troisième position après ceux de Reichsführer-SS et de SS-Oberst-Gruppenführer.

## Contexte historique
Dans « l'organisation politico-policière et militaire » qu'est la SS du Troisième Reich, ce grade correspond à ceux de General (des armées de terre ou de l’air) ou d’Admiral (de la marine) au sein de la Wehrmacht (les forces armées du Reich). Il est l'équivalent de général de corps d'armée dans l'Armée française.
Pour la partie politique de l’organisation, il constitue un titre honorifique et une reconnaissance de l'importance politique de son titulaire, comme pour Konstantin von Neurath ou pour les Reichsleiter du parti nazi.
En revanche, pour sa partie policière (Orpo, RSHA) ou sa partie militaire (Waffen-SS), il traduit une réelle fonction de commandement opérationnel.
C'est le troisième grade d'officier général le plus élevé dans le corps des officiers généraux SS qui en compte cinq (si on inclut celui de Reichsführer-SS, principalement porté par Himmler). Dans l'ordre hiérarchique descendant, pour les grades comportant une ou plusieurs feuilles de chêne au collet (les grades d’Oberführer et Standartenführer ne sont pas des grades d'officiers généraux, mais d'officiers supérieurs), on a le tableau suivant :
| Ordre hiérarchique descendant                         | Insignes de col (1942-1945) | Grade dans la SS        | Suffixe pour la police          | Suffixe pour la Waffen-SS         | Équivalent dans les armées de terre ou de l’air | Équivalent dans la marine |
| Officiers généraux                                    | Officiers généraux          | Officiers généraux      | Officiers généraux              | Officiers généraux                | Officiers généraux                              | Officiers généraux        |
| ----------------------------------------------------- | --------------------------- | ----------------------- | ------------------------------- | --------------------------------- | ----------------------------------------------- | ------------------------- |
| N/A                                                   | N/A                         | Pas d’équivalent        | N/A                             | N/A                               | Reichsmarschall                                 | Pas d’équivalent          |
| 1                                                     |                             | Reichsführer-SS         | und Chef der deutschen Polizei  | N/A                               | Generalfeldmarschall                            | Großadmiral               |
| 2                                                     |                             | SS-Oberst-Gruppenführer | und Generaloberst der Polizei   | und Generaloberst der Waffen-SS   | Generaloberst                                   | Generaladmiral            |
| 3                                                     |                             | SS-Obergruppenführer    | und General der Polizei         | und General der Waffen-SS         | General                                         | Admiral                   |
| 4                                                     |                             | SS-Gruppenführer        | und Generalleutnant der Polizei | und Generalleutnant der Waffen-SS | Generalleutnant                                 | Vizeadmiral               |
| 5                                                     |                             | SS-Brigadeführer        | und Generalmajor der Polizei    | und Generalmajor der Waffen-SS    | Generalmajor                                    | Konteradmiral             |
| Officiers supérieurs avec feuilles de chêne au collet |                             |                         |                                 |                                   |                                                 |                           |
| 6                                                     |                             | SS-Oberführer           | Néant                           | Néant                             | Pas d’équivalent                                | Kommodore                 |
| 7                                                     |                             | SS-Standartenführer     | und Oberst der Polizei          | Néant                             | Oberst                                          | Kapitän zur See           |

## Insignes de grade (1942-1945)

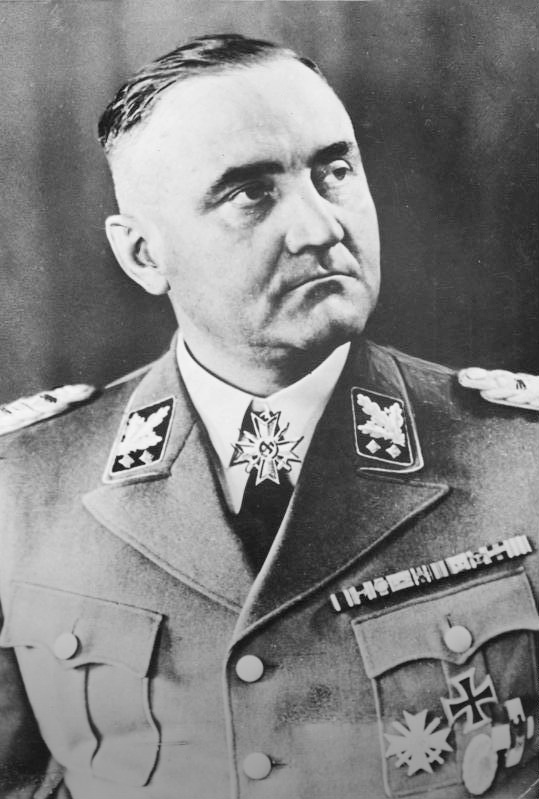
Gottlob Berger, chef du bureau central de la SS de 1939 à 1945, en uniforme de SS-Obergruppenführer et portant ses décorations, cliché de 1944.

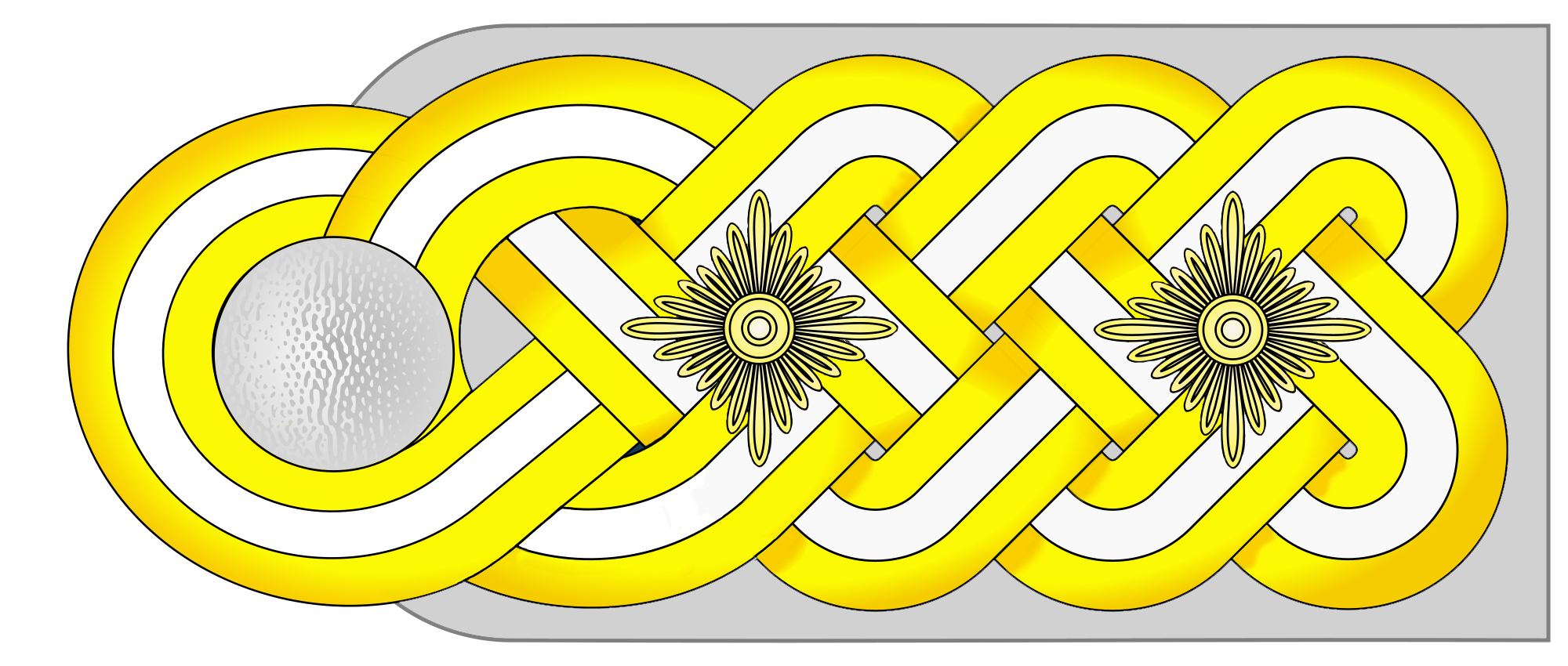
Patte d'épaule.
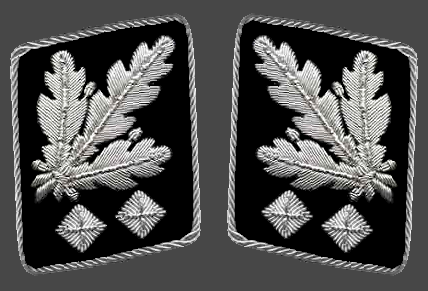
Pattes de collets.
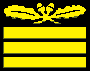
Sur tenue de camouflage (au niveau du bras).

## Équivalents
- Wehrmacht : General
- Armée française : général de corps d'armée

## Liste deObergruppenführer
Cette liste, non complète, est classée par ordre alphabétique.
1. Max Amann (1891-1957), éditeur de Mein Kampf.
2. Erich von dem Bach-Zelewski (1892-1972), haut-commissaire de la SS et de la police du groupe d'armées Centre (Heeresgruppe Mitte) sur le front de l'Est.
3. Gottlob Berger (1886-1975), chef du bureau central de la SS.
4. Theodor Berkelmann (1894-1943), chef supérieur de la SS et de la Police en Sarre et en Moselle.
5. Werner Best (1903-1989) plénipotentiaire au Danemark.
6. Wilhelm Bittrich (1894-1979), général de la Waffen-SS.
7. Martin Bormann (1900-1945), chef de la chancellerie du NSDAP.
8. Philipp Bouhler, (1899-1945), chef de la chancellerie de Hitler, responsable du programme d'euthanasie Aktion T4.
9. Walter Buch (1883-1949), juge suprême du parti nazi.
10. Richard Walther Darré (1895-1953), chef du RuSHA, ministre de l'Agriculture et de l'Alimentation.
11. Karl-Maria Demelhuber (1889-1988), un des commandants de la division SS « Das Reich ».
12. Otto Dietrich (1897-1952), chef du service de presse du IIIe Reich.
13. Theodor Eicke (1892-1943), l’un des responsables de la création et de l’organisation des camps de concentration et premier commandant de la division SS « Totenkopf ».
14. Karl Fiehler (1895-1959), maire de Munich.
15. Albert Forster (1902-1952), gauleiter de Dantzig.
16. Karl Hermann Frank (1898-1946), secrétaire d'état puis ministre d'état du protectorat de Bohème-Moravie.
17. Herbert Otto Gille (1897-1966), général de la Waffen-SS.
18. Arthur Gütt (1891-1949), médecin eugéniste.
19. Karl Hanke (1903-1945), « bref » successeur de Himmler en tant que Reichsführer-SS.
20. Wolf-Heinrich von Helldorf (1896-1944), préfet de police de Berlin.
21. Konrad Henlein (1898-1945), Reichstatthalter des Sudètes.
22. Rudolf Hess (1894-1987), secrétaire d'Hitler, a quitté le Reich en 1941.
23. Reinhard Heydrich (1904-1942), directeur du Reichssicherheitshauptamt (RSHA) et protecteur adjoint de Bohême-Moravie, assassiné à Prague.
24. Friedrich Jeckeln (1895-1946), commandant d'une des Einsatzgruppen.
25. Ernst Kaltenbrunner (1903-1946), successeur de Himmler[j] à la tête du RSHA et du SD.
26. Hans Kammler (1901-1945?), ingénieur, obtient ce grade le 1er avril 1945, le plus haut gradé du camp de Dora-Mittelbau.
27. Georg Keppler (1894-1966), général de la Waffen-SS.
28. Matthias Kleinheisterkamp (1893-1945), général de la Waffen-SS.
29. Walter Krüger (1890-1945), général de la Waffen-SS, frère aîné du suivant.
30. Friedrich-Wilhelm Krüger (1894-1945), chef supérieur de la SS et de la Police dans le Gouvernement général (Pologne non annexée), frère cadet du précédent.
31. Hans Lammers (1879-1962), chef de la chancellerie du Reich.
32. Konstantin von Neurath (1873-1956), ancien ministre des Affaires étrangères, protecteur de Bohème-Moravie[k].
33. Carl Oberg (1897-1965), chef supérieur de la SS et de la Police (Höhere SS- und Polizeiführer) pour la France, avec sous ses ordres le Standartenführer Helmut Knochen.
34. Günther Pancke (1899-1973), chef supérieur de la SS et de la police au Danemark.
35. Oswald Pohl (1892-1951), chef de l'Office central SS pour l'économie et l'administration.
36. Hans-Adolf Prützmann (1901-1945), chargé du Werwolf.
37. Rudolf Querner (1893-1945), général de la Waffen-SS
38. Wilhelm Rediess (1900-1945), chef supérieur de la SS et de la Police en Norvège.
39. Joachim von Ribbentrop (1893-1946), ministre des Affaires étrangères.
40. Fritz Sauckel (1894-1946), chargé de la déportation des travailleurs étrangers en Allemagne.
41. Julius Schaub (1898-1967), aide de camp personnel d'Adolf Hitler.
42. Arthur Seyss-Inquart (1892-1946), chancelier autrichien, commissaire du Reich aux Pays-Bas.
43. Felix Steiner (1896-1966), général de la Waffen-SS.
44. Wilhelm Stuckart (1902-1953), Staatssekretär au ministère de l'Intérieur[l].
45. Joseph Terboven (1898-1945) Commissaire du Reich en Norvège
46. Karl Wolff (1900-1984), général de la Waffen-SS, condamné et libéré à plusieurs reprises.
47. Udo von Woyrsch (1895-1983), commandant d'une unité des Einsatzgruppen lors de l'invasion de la Pologne.

## Historique des promotions de 1933 à 1945
| Promotions au rang de SS-Obergruppenführer par année | Promotions au rang de SS-Obergruppenführer par année | Promotions au rang de SS-Obergruppenführer par année |
| ---------------------------------------------------- | ---------------------------------------------------- | --- |
| 1933                                                 | 3                                                    | Heinrich Himmler, Franz Xaver Schwarz, Kurt Daluege |
| 1934                                                 | 5                                                    | Fritz Weitzel, Richard Walther Darré, Walter Buch, Rudolf Hess, Josef Dietrich |
| 1935                                                 | 2                                                    | Udo von Woyrsch, Friedrich-Wilhelm Krüger |
| 1936                                                 | 8                                                    | Josias de Waldeck-Pyrmont, Max Amann, Karl von Eberstein, Philipp Bouhler, Wolf-Heinrich von Helldorf, Friedrich Jeckeln, Werner Lorenz, August Heissmeyer |
| 1937                                                 | 1                                                    | Ernst-Heinrich Schmauser |
| 1938                                                 | 0                                                    | |
| 1939                                                 | 0                                                    | |
| 1940                                                 | 3                                                    | Joachim von Ribbentrop, Martin Bormann, Hans Lammers |
| 1941                                                 | 8                                                    | Otto Dietrich, Reinhard Heydrich, Hans-Adolf Prützmann, Erich von dem Bach-Zelewski, Wilhelm Rediess, Paul Hausser, Wilhelm Reinhard, Albert Forster |
| 1942                                                 | 20                                                   | Karl Kaufmann, Friedrich Hildebrandt, Karl Fiehler, Dietrich Klagges (en), Paul Körner, Wilhelm Murr, Fritz Sauckel, Richard Hildebrandt, Wilhelm Koppe, Theodor Berkelmann, Wilhelm Keppler, Karl Wolff, Josef Bürckel, Arthur Greiser, Theodor Eicke, Emil Mazuw (en), Paul Scharfe (en), Oswald Pohl, Walter Schmitt (de), Herbert Backe |
| 1943                                                 | 23                                                   | Siegfried Taubert, Joachim Albrecht Eggeling, Ernst Bohle, Konstantin von Neurath, Julius Schaub, Günther Pancke, Ernst Kaltenbrunner, Konrad Henlein, Ernst Sachs, Karl Hermann Frank, August Eigruber, Friedrich Rainer, Hugo Jury, Rudolf Querner, Friedrich Alpers, Gottlob Berger, Otto Hofmann, Hanns Albin Rauter, Hans Jüttner, Artur Phleps, Felix Steiner, Alfred Wünnenberg, Karl Pfeffer-Wildenbruch |
| 1944                                                 | 32                                                   | Hartmann Lauterbacher, Karl Hanke, Ulrich Greifelt (en), Wilhelm Stuckart, Otto Winkelmann, Hermann Höfle, Ernst-Robert Grawitz, Leonardo Conti, Franz Breithaupt (en), Werner Best, Maximilian von Herff, Georg Keppler, Walter Krüger, Karl Maria Demelhuber, Kurt Knoblauch, Curt von Gottberg, Oskar Schwerk (de), Heinrich von Maur (de), Karl Wahl, Fritz Wächtler, Jürgen von Kamptz (de), Erwin Rösener, Benno Martin (en), Gustav Adolf Scheel, Paul Wegener, Karl Gutenberger, Carl Oberg, Wilhelm Bittrich, Matthias Kleinheisterkamp, August Frank (en), Fritz Schlessmann (de), Herbert Otto Gille |
| 1945                                                 | 1                                                    | Hans Kammler |